# Supporto (finanza)
Nell'analisi tecnica si chiama supporto il livello di prezzo sotto il quale la quotazione del titolo ha difficoltà a scendere.
È il punto in cui la pressione sul mercato svolta dai venditori non riesce a superare la pressione dei compratori. Se il prezzo scendesse al di sotto del supporto e, ad un successivo rialzo, non dovesse recuperare il prezzo di supporto, allora è molto probabile che si abbiano ulteriori ribassi consecutivi nelle quotazioni. Il supporto diventerebbe in questo caso una resistenza.
Una perforazione di più supporti in poco tempo viene definita, nel linguaggio finanziario, panic selling.